# Sant Marçal del Colomer d'Amer
Sant Marçal del Colomer d'Amer és una església d'Amer (Selva) protegida com a Bé Cultural d'Interès Local.

## Descripció
Aquesta ermita es troba al centre del veïnat del Colomer, situat al costat nord-est del cap del municipi, Amer, molt proper a la Font Picant, L'edifici és una mica enlairat en relació amb els que té a tocar, que formen la caseria del Colomer.
L'edifici que podem contemplar avui en dia es troba aïllat sense cap altra edificació adossada. És de planta rectangular i consta d'una sola nau amb absis rectangular. La nau està coberta amb una teulada a dues aigües de vessants a laterals.
La façana presenta una porta d'arc de mig punt amb unes dovelles de mida minúscula, això sí, ben treballades i escairades, i a sobre una petita espitllera. El mur és acabat amb un campanar d'espadanya, desproporcionant tant pel que fa a l'alçada, com a l'amplada. Fa l'efecte de ser molt pesant, i la nau al seu costat es veu molt baixa. El campanar té dos ulls, on es troben les dues campanes, rematat superiorment amb arcs de mig punt, per sobre dels quals, centrada, hi ha una altra obertura de forma rectangular allargada.
En el sector de la capçalera on trobaríem l'absis rectangular, s'ha optat per aixecar una construcció molt desafortunada semblant a un búnquer encabit dins d'un fossat. Es tracta d'una construcció molt estrident que impacta a la vista i que pel seu aspecte clos i tancat sembla anunciar que ens trobem davant d'unes instal·lacions militars més que no pas davant d'una ermita.
Pel que fa als materials utilitzats, predomina per sobre de tot la pedra, en dues modalitats: les pedres irregulars i els còdols de riu sense desbastar i treballar localitzats en el campanar d'espadanya. Mentre que en la resta de l'edifici prima la pedra carejada ben treballada i desbastada. Això es podria deure al fet que el campanar d'espadanya podria procedir de l'edifici original i que va ser reaprofitat i adjuntat al cos de planta rectangular de factura completament nova, com així ho acredita el canvi de tonalitat de les pedres. I és que les del campanar presenten un aspecte molt més antic i opac que es deuria a una llarga exposició a la intempèrie, mentre que les pedres de la resta de la façana presenten un aspecte molt novell i juvenil. Això si, reaprofitat però simultàniament restaurat, ja que el campanar es trobava en un mal estat de conservació.
Pica beneitera de pedra d'una sola peça encastada al costat de la porta. Sembla ser un element aprofitat d'una església anterior.

## Història
Es tracta de l'ermita filial de Santa Maria d'Amer, a la qual dona nom el proper mas Colomer.
La fàbrica original és del segle xi, corresponent a l'expansió de culte que feren els monjos del monestir d'Amer. Al segle xv va ser reconstruïda després dels terratrèmols que assolaren la comarca. Novament es modificà durant el segle xvii.
L'any 1939 es devia fer un repàs general a l'edifici i bastir-ne l'altar i el retaule, el qual figura escrit aquest any.